# Abel Pinto
Abel Carlos Pinto Areco (Montevideo, Uruguay, 25 de octubre de 1864 - ídem, 24 de agosto de 1936) fue un magistrado uruguayo, miembro de la Alta Corte de Justicia de su país entre 1914 y 1934 (renombrada como Suprema Corte de Justicia en este último año).

## Primeros años
Nació en Montevideo en 1864, hijo de Antonio Marcelino Pinto, brasilero, y de Adelina Areco, uruguaya.
Funcionario judicial desde 1882, se graduó como abogado en 1889.
Entre 1894 y 1898 fue secretario de la Dirección de Correos.

## Carrera judicial (1898-1934)
En marzo de 1898 ingresó a la carrera judicial como Juez Letrado Departamental de Artigas. 
En enero de 1900 fue trasladado al mismo cargo en Tacuarembó, y en diciembre de 1903 a San José.
En julio de 1906 fue designado Juez de Instrucción de Tercer Turno de Montevideo, cargo recientemente creado.
En enero de 1908, ya transferidas las Fiscalías a la órbita del Poder Ejecutivo por la ley 3.246 del año anterior, fue nombrado Fiscal de Menores, Ausentes e Incapaces, Fiscalía que en octubre del mismo año se transformó en Fiscalía de lo Civil de Segundo Turno, cargo que pasó entonces a desempeñar.
Finalmente, el 17 de agosto de 1914 la Asamblea General lo eligió como miembro de la Alta Corte de Justicia para cubrir la vacante generada al retirarse Pablo de María. Recibió 64 votos de los 71 emitidos por los legisladores.
Con su ingreso, la Alta Corte quedó constituida, además de Pinto, por Ezequiel Garzón, Benito Cuñarro, Julio Bastos y Luis Romeu Burgues, integración que se mantendría durante casi 11 años hasta el cese de Garzón y Romeu Burgues en julio de 1925. Se trata del período más extenso en que la Corte ha permanecido con la misma integración en toda su historia desde su creación en 1907 hasta hoy. 
La ley de creación de la Alta Corte preveía en su artículo 36 que los miembros de la misma y todos los magistrados del Poder Judicial en general cesarían en su cargo al cumplir 70 años de edad, no estableciendo otro límite de duración en el cargo.
Tras el golpe de Estado de Gabriel Terra en 1933, en marzo de 1934 se sancionó y en mayo entró en vigencia tras ser aprobada en plebiscito la  Constitución de 1934, la que además de modificar la denominación de la Alta Corte de Justicia, rebautizándola con su nombre actual de Suprema Corte de Justicia (artículo 210 y siguientes), incorporó como norma constitucional el límite de edad -hasta entonces de rango legal- de 70 años para todos los cargos judiciales (artículo 226) e introdujo una duración máxima de 10 años para los cargos de ministro de la Suprema Corte (artículo 213).  
Sin embargo, por la disposición transitoria J) se estableció que para los actuales integrantes de la Alta Corte, dicho plazo de 10 años se computaría solo a partir de la entrada en vigencia de la nueva carta constitucional. En consecuencia, Pinto pudo permanecer en la Corte los meses restantes hasta cumplir los 70 años de edad, en octubre de 1934; llegando a completar veinte años de permanencia en el máximo tribunal del país, un récord que solo habían alcanzado previamente Benito Cuñarro y Julio Bastos, y que ya no sería posible reiterar a los magistrados de épocas posteriores, atento al plazo límite establecido constitucionalmente a partir de 1934 y que permanece vigente hasta la actualidad.
Las vacantes producidas por su cese y el de Pedro Aladio (fallecido en agosto de 1934) fueron llenadas recién en marzo de 1935 con las designaciones de Mariano Pereira Núñez y Blas Vidal.
Pinto falleció el 24 de agosto de 1936, a los 71 años de edad y menos de dos años después de su retiro de la Corte.